# Selet, Skellefteå kommun
Selet är en by som ligger i Skellefteå kommun, cirka 15 km väster om Byske vid Byskeälven. Byn, som huvudsakligen ligger norr om älven, har ungefär 20 invånare.